# Idioma otomí
El otomí (autoglotónimo: hñähñu), hñahñu o yuhmu es una macrolengua otomangue hablada por un grupo étnico y cultural ampliamente conocido como otomí (los otomíes del Valle del Mezquital la denominan hñähñu en su propia lengua). Es un idioma autóctono de México y muestra varios de los rasgos característicos del área lingüística mesoamericana.
Según la Ley de Derechos Lingüísticos de México, el otomí es reconocido como una lengua nacional, junto a otras sesenta y siete lenguas indígenas y el español. De derecho, tiene la misma validez teórica en el país. Por su número de hablantes, el otomí es la séptima lengua autóctona más hablada en México, después del náhuatl, el maya yucateco, el zapoteco, el mixteco, el tzotzil y el tzeltal; sin embargo, este dato es solamente indicativo, pues en realidad “idioma otomí” debe tomarse como “familia de lenguas otomíes”, ya que existen muchas variantes.

## Aspectos históricos, sociales y culturales

### Hablantes
La lengua otomí es hablada por (17.212 [5,9%] monolingües) según el XII Censo General de Población y Vivienda del Instituto Nacional de Estadística, Geografía e Informática de México, repartidas en varios Estados: Hidalgo, Ciudad de México, Veracruz, Querétaro, Puebla, Yucatán, Michoacán, Aguascalientes, Tlaxcala, Guanajuato, San Luis Potosí, Campeche, Quintana Roo, Morelos y Estado de México. a
De acuerdo con la Comisión Nacional para el Desarrollo de los Pueblos Indígenas (CDI), solo el 50,6% de la población otomí habla su lengua propia. En el año 1995, esta proporción correspondía a un total de 327.319 hablantes de las lenguas otomíes en toda la República Mexicana. El cálculo anterior corresponde a un cálculo de la CDI en el que se pretende incluir a los mayores de 100 años que hablan otomí, que en los conteos de población mexicanos no son contemplados. De acuerdo con el I Conteo de Población de 1995, los hablantes de otomí mayores de cinco años sumaban 283 263 individuos, lo que representa una pérdida de 22.927 hablantes en comparación con el Censo de Población y Vivienda de 1980, cuando se registraron 306 190 hablantes de lenguas otomíes que siguen en México

### Variantes
El otomí es, en realidad, un complejo de lenguas, cuyo número varía de acuerdo con las fuentes consultadas. De acuerdo con el Ethnologue del Instituto Lingüístico de Verano, y con el Catálogo de lenguas indígenas del Instituto Nacional de Lenguas Indígenas (INALI) de México, son nueve las variedades de otomí, pero se desconoce el rigor de la metodología seguida para concluir con este dato. David Charles Wright Carr propone que son cuatro las lenguas otomíes, aunque en su libro, Yolanda Lastra (2001) presenta datos de muchas más variantes y en realidad el tema no está resuelto todavía. Para ello se necesita de un proyecto dialectológico serio para determinar cuántas variantes se hablan. Variedades más habladas son: otomí de la Sierra o yühü en Hidalgo, Puebla, Veracruz, otomí de Texcatepec en Veracruz de Ignacio de la Llave, otomí del Valle del Mezquital o hñähñu en el Hidalgo, otomí de Tulancingo también en Hidalgo, otomí del Estado de México o ñätho en el Estado de México, y otomí de Querétaro y Guanajuato en Querétaro Arteaga, que es muy probable que sean dos variantes, la de Santiago Mexquititlán o hñäñho y la de San Ildefonso Tultepec o hñöñhö. También se hablan lenguas otomíes en menor medida en Guanajuato, relacionado con el de Querétaro, otomí occidental en Michoacán, relacionado con alguna variante del Estado de México, y otras en peligro de extinción como el otomí de Tlaxcala en Tlaxcala o yühmü, y el otomí de Tilapa y Acazulco en el Estado de México o ñühü. En el idioma otomí existen 3 variantes principales, que son las del estado de Querétaro, Hidalgo y Toluca; ejemplos: persona = jōì´i (Qro.), persona = jä´i (Hgo.) y persona = khöikal.

### Lista de variantes de otomí

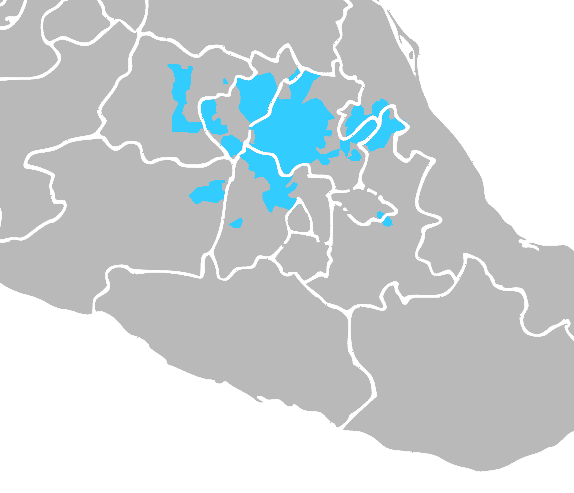
Extensión aproximada del otomí a principios del.

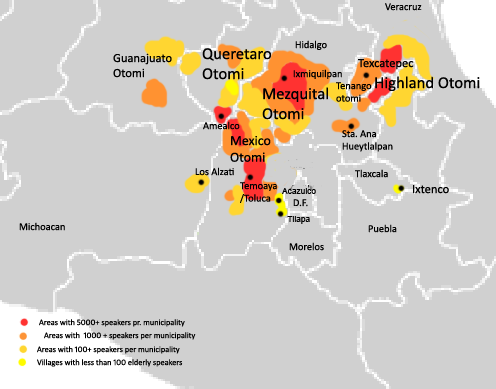
Extensión actual del otomí a principios del.

Todas las variantes modernas de otomí son el resultado de la evolución histórica del proto-otomí, lengua no directamente testimoniada, y solo accesible como resultado de reconstrucción lingüística a partir de las variedades modernas. Las variedades modernas descritas son las siguientes:
| Variante                   | Lugar | Autoglotónimo                                     | Código ISO | Número de hablantes |
| -------------------------- | --- | ------------------------------------------------- | ---------- | ------------------- |
| Otomí de las tierras altas | Hidalgo, Puebla, Veracruz | Yųhų / Yũhũ                                       | otm        | 20 000              |
| Otomí de Mezquital         | Valle del Mezquital (Hidalgo), y 100 en Carolina del Norte, 230 en Oklahoma y 270 en Texas EUA                                                    | Hñahñu                                            | ote        | 100 000             |
| Otomí del Estado de México | N. Estado de México: Acambay, Aculco, Jilotepec, Morelos, Villa del Carbón, Chapa de Mota, Lerma, Otzolotepec, Huixquilucan, Naucalpan de Juárez  | Hñatho, Hñotho                                    | ots        | 97 820              |
| Otomí de Tlaxcala          | Tlaxcala: San Juan Bautista Ixtenco | Yųhmų / Yũhmũ                                     | otz        | 736                 |
| Otomí de Texcatepec        | NW. Veracruz: Texcatepec, Ayotuxtla, Zontecomatlán Municipio: Hueytepec, Amajac, Tzicatlán.                                                       | Ñųhų / Ñũhũ                                       | otx        | 12 000              |
| Otomí de Querétaro         | Querétaro: Amealco Municipio: Pueblos de San Ildefonso, Santiago Mexquititlán; Acambay Municipio; Tolimán Municipio. Y algunos más en Guanajuato. | Hñohño, Ñañhų/Ñañhũ, Hñąñho/Hñãañho, Ñǫthǫ/Ñõthõ* | otq        | 33 000              |
| Otomí de Tenango           | Hidalgo, Puebla: San Nicolás Tenango | Ñųhų / Ñũhũ                                       | otn        | 10 000              |
| Otomí de Tilapa            | Pueblo de Santiago Tilapa entre México, D. F. y Toluca, Estado de México                                                                          | Ñųhų / Ñũhũ                                       | otl        | 100                 |
| Otomí de Temoaya           | Temoaya Municipio, Estado de México | Ñatho                                             | ott        | 37 000              |

### Situación actual de la lengua
El número de hablantes de lenguas otomíes ha disminuido en los últimos años. En cierta forma, esta reducción de los hablantes de otomí se debe a la migración desde las comunidades de origen y a la urbanización de su territorio étnico, que les impone la necesidad de convivir con una población exclusivamente hispanófona en su mayoría. La contracción de la comunidad lingüística otomí también es resultado de los procesos de castellanización a los que han sido sometidos todos los pueblos indígenas de México. La castellanización de los indígenas en México se ha entendido por mucho tiempo como un proceso sustractivo, es decir, que implica la renuncia al uso de la lengua materna para poder obtener competencia lingüística en la lengua española. La castellanización de los indígenas se presentó como una alternativa para integrar a los indígenas a la cultura nacional mexicana y para mejorar sus condiciones de vida. Sin embargo, los programas de educación indígena en lengua española han sido desacreditados por los críticos porque implican, por una parte, la pérdida de la lengua nativa y, por otra, porque no han servido para mejorar la calidad de vida de las comunidades indígenas.

### Presencia en los medios
No existen medios escritos en otomí, como periódicos o revistas con una periodicidad apreciable, salvo comunicaciones esporádicas, programas y libros de escasa tirada. La Secretaría de Educación Pública mexicana, a través de la Comisión Nacional de Libros Gratuitos, publica libros en varios dialectos otomíes para la enseñanza primaria. No hay presencia del otomí en las televisiones locales, pero sí en las emisoras de radio de la Comisión Nacional para el Desarrollo de los Pueblos Indígenas (CDI) XETUMI-AM, que transmite desde Tuxpan, Michoacán y XECARH-AM con sede en Cardonal, estado de Hidalgo.

## Descripción lingüística
La lengua otomí ha sido descrita desde el siglo XVI varias veces en forma de gramáticas y vocabularios sobre todo por misioneros como Pedro de Cárceres, Alonso Urbano, Luis Neve y Molina, Francisco Haedo, Francisco de Miranda y no misioneros como Manuel Crisóstomo Náxera y Wilhelm von Humboldt.

### Clasificación
Las lenguas otomíes forman parte de la rama oto-pame de la familia lingüística otomangueana; también llamadas "lenguas otomangues", que es una de las más antiguas y diversas del área mesoamericana. De entre las más de cien lenguas otomangueanas que sobreviven en la actualidad, las lenguas otomíes tienen su pariente más cercano en el idioma mazahua, también hablado en el noroeste y el poniente del estado de México. Algunos análisis glotocronológicos aplicados a las lenguas otomíes señalan que el otomí se separó del idioma mazahua alrededor del siglo VIII de la era cristiana. Desde entonces, el otomí se ha fragmentado en las lenguas que se conocen actualmente.
Los parientes actuales más cercanos del idioma otomí son el mazahua, el matlatzinca y el tlahuica. Estas lenguas forman el grupo otomiano de la rama otopame de la familia lingüística otomangueana.
Los hablantes otomíes se movieron tras la conquista hacia tierras marginales que otros indios habían abandonado y que los españoles habían ignorado. Las fuentes etnohistóricas nos dicen que la lengua otomí fue hablada en el estado de Jalisco en el siglo XVI, aunque al no quedar datos lingüísticos de esa fecha en esa región, no podemos saber si el otomí era tal y como ahora lo conocemos.

### Fonología
El otomí es una lengua tonal. Todas las variantes presentan al menos tres tonos generalizados (bajo, alto, ascendente) que pueden variar según el dialecto. Por ejemplo, el otomí de la Sierra parece tener cuatro tonos, agregando a los anteriores un tono descendente. El repertorio de fonema es medio-bajo, con unos 19 fonemas (dependiendo este número de la variante). Algunas variantes, como la del Valle del Mezquital, tienen [θ] en lugar de [s]. El número de vocales, por el contrario, puede llegar a 14, con oposiciones abiertas-cerradas y nasales-orales pero no de cantidad vocálica. Para el proto-otomí, el número de consonantes parece haber sido de 16 y el número de vocales de 14.
Las variantes de otomí difieren ligerísimamente en sus inventarios fonológicos y en los detalles fonéticos. Por ejemplo, en la variante del Valle de Mezquital (Hñähñu), el inventario consonántico es el siguiente:
|             | Bilabial | Bilabial | Alveolar | Alveolar | Palatal | Palatal | Velar | Velar | Glotal | Glotal |
| ----------- | -------- | -------- | -------- | -------- | ------- | ------- | ----- | ----- | ------ | ------ |
| Nasal       | m        | m        | n        | n        |         |         |       |       |        |        |
| Oclusiva    | p        | b        | t        | d        |         |         | k     | g     | ʔ      | ʔ      |
| Fricativa   | ɸ        | ɸ        | θ        | θ        | ʃ       | ʃ       | x     | x     | h      | h      |
| Africada    |          |          | ʦ        | ʣ        |         |         |       |       |        |        |
| Líquida     |          |          | ɾ        | ɾ        |         |         |       |       |        |        |
| Aproximante |          |          |          |          | j       | j       | w     | w     |        |        |

Además, en otomí los fonemas alveolares /t, d; ʦ, ʣ/ presentan alófonos prenasalizados [ⁿt, ⁿd; ⁿʦ, ⁿʣ] cuando a la palabra se le añade un prefijo.
En la variante de San Andrés Cuexcontitlán (otomí de Temoaya, estado de México), el inventario es ligeramente diferente:
|             | Bilabial | Bilabial | Alveolar | Alveolar | Palatal | Palatal | Velar | Velar | Glotal | Glotal |
| ----------- | -------- | -------- | -------- | -------- | ------- | ------- | ----- | ----- | ------ | ------ |
| Nasal       | m        | m        | n        | n        | ɲ       | ɲ       |       |       |        |        |
| Oclusiva    | p        | b        | t        | d        |         |         | k     | g     | ʔ      | ʔ      |
| Fricativa   | ɸ        | ɸ        | s        | z        | ʃ       | ʒ       | x     | x     | h      | h      |
| Africada    |          |          | ʦ        | ʦ        | ʧ       | ʧ       |       |       |        |        |
| Líquida     |          |          | l, ɾ     | l, ɾ     |         |         |       |       |        |        |
| Aproximante |          |          |          |          | j       | j       | w     | w     |        |        |

En esta variante /ʦ/ tiene alófonos sordos y sonoros ([ʦ, ʣ]) dependiendo de la posición, pero esa diferencia no representa un contraste fonológico real. De la misma manera los fonemas /b, d, g/ tienen tanto alófonos oclusivos [b, d, g] tras nasal, tienen alófonos fricativos [β, ð, ɣ], y /ñ/ puede tener a [n] como alófono ante /i/.
En cuanto al inventario de consonantes, la variante del Valle de Mezquital posee las siguientes vocales:
|             | Vocal oral | Vocal oral | Vocal oral | Vocal nasal | Vocal nasal | Vocal nasal |
| Anterior    | Central    | Posterior  | Anterior   | Central     | Posterior   |             |
| ----------- | ---------- | ---------- | ---------- | ----------- | ----------- | ----------- |
| Cerrada     | i          | ʉ          | u          | ĩ           |             | ũ           |
| Semicerrada | e          | ø          |            |             |             | õ           |
| Media       | ɛ          |            | ɔ          | ɛ̃           |             |             |
| Abierta     |            | ɑ          |            |             | ɑ̃           |             |

La variante de Cuexcontitlán posee las siguientes vocales:
|          | Vocal Oral | Vocal Oral | Vocal Oral | Vocal Nasal | Vocal Nasal | Vocal Nasal |
| Anterior | Central    | Posterior  | Anterior   | Central     | Posterior   |             |
| -------- | ---------- | ---------- | ---------- | ----------- | ----------- | ----------- |
| Cerrada  | i          | ɨ          | u          | ĩ           |             | ũ           |
| Media    | e          | ə          | o          |             |             |             |
| Abierta  | ɛ          | ɑ          | ɔ          |             | ɑ̃           |             |

### Cambios fonéticos
Existe una gran cantidad de cambios fonéticos que solo se dan en algunas variantes y no en otras, lo cual permite dividir el dominio otomí en regiones. J. Soustelle (1937) clasifica las variantes de otomí en 6 grupos (I, II, III, IV, V y VI). Más recientemente Y. Lastra encuentra recurrentemente una división entre el norte frente al sur y este. Esto coincide con los registros históricos gracias a los cuales se sabe que Guanajuato y Querétaro se poblaron desde Jilotepec. Tal vez esto sea reflejo de una época prehispánica en la que podrían haber existido un área dialectal meridional cuyo núcleo estaría en el valle de Toluca y otra septentrional centrada en la región de Tula. Parece que la zona más conservadora es la zona este, seguida del área de Acazulco y Tilapa Entre los cambios más frecuentes tenemos:
- El área norte y central ha sonorizado algunas oclusivas que se conservan como sordas en el sur y el este, en el resto del dominio *t- > d-. En Tilapa y Acazulco, así como algunos hablantes de Santa Ana, usan todavía /t-/ para lo que la mayoría de dialectos es /d/ en la palabra /déhé/ 'agua' y /dɔ ~ da/ 'ojo'.
- La secuencia *mp evolucionó es actualmente mb en el este y ʔm en la mayor parte del dominio, la secuencia de cambios habría sido /mp/ > /mb/ > /ʔm/.

### Ortografía
La ortografía del otomí ha variado desde las primeras descripciones en el siglo XVI. Hoy está estandarizada y la emplean muchas personas. Así, en 2014 el Instituto Nacional de Lenguas Indígenas (INALI) publicó la norma de escritura de la lengua otomí. En ella se propone el siguiente sistema de escritura vocálico:
|         | Anterior | Central | Posterior |
| ------- | -------- | ------- | --------- |
| Cerrada | i        | u̱       | u         |
| Media   | e        | o̱       | o         |
| Abierta | e̱        | a       | a̱         |

El sistema de escritura consonántica muestra algunas particularidades: el fonema glotal /ʔ/ se representa por ', el fonema bilabial fricativo como /ɸ/ se representa por f. Por su parte, el fonema velar aspirado /kh/ (común en muchas variantes, por ejemplo en la palabra /khɑmɑ̃di/ 'gracias') es representado por la grafía j (así la palabra /khɑmɑ̃di/ 'gracias' se escribe como jamädi). Las vocales nasales se señalan por medio de diéresis que se colocan sobre la vocal, por ejemplo una el fonema /ɑ̃/ se escribe como ä.
No obstante, debido a la poca formación en la escritura de los hablantes nativos y a que las convenciones difieren en cuanto a área dialectal, muchos hablantes tienen la impresión de que el otomí no se escribe de forma convencional y alguno de ellos da versiones personales e idiosincrásicas. La principal dificultad radica en la expresión del tono, que algunas variedades representan con tildes de diferente valor (como el vietnamita o la grafía pinyin para el chino), macrones sobre o bajo la vocal o con números en superíndice. Una notación común para el tono ejemplificado con la vocal a es:
tono alto á (tilde aguda)
tono bajo a (ninguna señal adicional)
tono ascendente ǎ (circunflejo invertido)
La nasalización de las vocales también interfiere en la representación del tono como tilde, algunos autores emplean para la vocal a el signo ã más las tildes anteriores, y otros usan para las nasales la notación americanista ą que permite añadir en la parte superior el tono mediante algún tipo de tilde.

### Gramática
Desde el punto de vista sintáctico el otomí suele colocar el núcleo sintáctico en posición inicial, por lo que presenta orden sintáctico VSO (y frecuentemente también SVO), usa preposiciones (a diferencial de las lenguas utoaztecas de México que usan postposiciones) y usa en mayor medida prefijos que sufijos. Morfológicamente, es una lengua flexiva fusionante. Tanto la flexión verbal como la nominal se realizan preferentemente mediante prefijos (en el verbo además existen sufijos o enclíticos que concuerdan con el objeto).

### Morfología
En general, las lenguas otomíes realizan morfológicamente las categorías de Persona, Tiempo, Aspecto y Modo (PTAM) por medio de un morfema que se antepone al tema verbal. Por su parte, el número se marca por medio de morfemas pospuestos al tema verbal. Un ejemplo de esto en el otomí de Toluca es:
bi=nü-hu
3.PSD=ver-PL

'Ellos vieron'
Varias lenguas otomíes muestran un subsistema primario de Aspecto y Modo (AM) y uno secundario de Tiempo y Aspecto (TA). Dos modos se reconocen en otomí: el modo realis y el modo irrealis. El modo realis muestra hechos que responden a eventos certeros o epistémicos; es decir, eventos que tienen coherencia con el mundo; por su parte, el modo irrealis se utiliza para referir a la “no aserción”; es decir, a eventos que no se afirman (que no han sucedido, que tienen o han tenido posibilidad de ocurrir). Con respecto al aspecto, prevalecen a través de las variantes al menos tres valores aspectuales: incompletivo, completivo y potencial (tradicionalmente llamados presente, pasado y futuro, respectivamente). Un ejemplo en el otomí de San Felipe Santiago es el siguiente:
d-rá=’ë-me
1.PRS-PNC=venir-PL.EX

‘Ahora estamos viniendo’
En este ejemplo existe un morfema dí- de primera persona (presente) que aparece con el morfema rá= que indica aspecto puntual perteneciente al modo irrealis. 

Por su parte, el subsistema de TA muestra dos valores temporales: perfecto e imperfecto. El aspecto imperfecto se marca por medio del morfema xi=. En el otomí de Acazulco el uso de este morfema se ejemplifica a continuación:
x=kí=nü yu zetshuni
PERF=2=ver DET.PL cedro

'¿Ya has visto los cedros?'
Por su parte, el imperfecto se realiza por medio del morfema mi= que se utiliza, en el otomí de Acazulco, de la siguiente forma:
n=d=rá='ëngi=a
IMP=1=PNC=decir=ENCL

'Estaba yo diciendo...'
En este caso, el morfema mi= sufre una modificación morfosintáctica que lo hace realizarse como n=. En general, los morfemas de perfecto y imperfecto no se presentan de manera simultánea en un verbo.
La morfología de PTAM, entonces, sigue la estructura TA=P(A)=AM=V, donde V representa el tema verbal.
Por su parte, la morfología de número (N) se expresa a través de sufijos. El otomí reconoce tres valores de número: singular, plural y dual. De aquí, que la estructura de la palabra verbal se pueda definir como TA=P(A)=AM=V-N.